# Finnische Fußballmeisterschaft 1911
Die finnische Fußballmeisterschaft 1911 war die vierte Saison der höchsten finnischen Spielklasse im Herrenfußball.
HJK Helsinki gewann die Meisterschaft.

## Endrunde

### Halbfinale
|              | Ergebnis |                 |
| ------------ | -------- | --------------- |
| HJK Helsinki | 0:0      | Helsingfors IFK |
| Åbo IFK      | *        | Viipurin Reipas |

| * | kampflos für ÅIFK |

|              | Ergebnis |                 |
| ------------ | -------- | --------------- |
| HJK Helsinki | 0:0      | Helsingfors IFK |

|              | Ergebnis |                 |
| ------------ | -------- | --------------- |
| HJK Helsinki | 4:0      | Helsingfors IFK |

### Finale
|              | Ergebnis |         |
| ------------ | -------- | ------- |
| HJK Helsinki | 7:1      | Åbo IFK |